# Cymbilaimus
Cymbilaimus é um género de ave da família Thamnophilidae. 
Este género contém as seguintes espécies:
- Papa-formiga-barrado, Cymbilaimus lineatus
- Choca-do-bambu, Cymbilaimus sanctaemariae